# 시자키 카논
시자키 카논(일본어: 志崎 樺音 しざき かのん[*])은 일본의 여성 성우. 도쿄도 출신. 에이스 크루 엔터테인먼트 소속.